# Газімагомедов Магомедрасул Мухтарович
Магомедрасул Мухтарович Газімагоме́дов (рос. Магомедрасул Мухтарович Газимагомедов; нар. 8 квітня 1991, село Тінді, Цумадинський район, Дагестанська АРСР) — російський борець вільного стилю, дворазовий чемпіон світу, срібний та бронзовий призер чемпіонатів Європи, чемпіон Європейських ігор. За національністю аварець. Майстер спорту Росії міжнародного класу з вільної боротьби.

## Життєпис
Боротьбою почав займатися з 2002 року. Чемпіон Росії 2015 та 2018 років, бронзовий призер чемпіонату Росії 2014 року. У збірній команді Росії з 2014 року.
Виступає за спортивний клуб армії Ставрополь. Тренер — Ельдар Нашмудінов.

## Спортивні результати на міжнародних змаганнях

### Виступи на Чемпіонатах світу
| Змагання                        | Збірна | Вагова категорія          | Місце  |
| ------------------------------- | ------ | ------------------------- | ------ |
| Чемпіонат світу з боротьби 2015 | Росія  | вільна боротьба, до 70 кг | Золото |
| Чемпіонат світу з боротьби 2018 | Росія  | вільна боротьба, до 70 кг | Золото |

### Виступи на Чемпіонатах Європи
| Змагання                         | Збірна | Вагова категорія          | Місце  |
| -------------------------------- | ------ | ------------------------- | ------ |
| Чемпіонат Європи з боротьби 2019 | Росія  | вільна боротьба, до 70 кг | Бронза |
| Чемпіонат Європи з боротьби 2020 | Росія  | вільна боротьба, до 74 кг | Срібло |

### Виступи на Європейських іграх
| Змагання              | Збірна | Вагова категорія          | Місце  |
| --------------------- | ------ | ------------------------- | ------ |
| Європейські ігри 2015 | Росія  | вільна боротьба, до 70 кг | Золото |

### Виступи на інших змаганнях
| Змагання                                               | Збірна | Вагова категорія          | Місце  |
| ------------------------------------------------------ | ------ | ------------------------- | ------ |
| Гран-прі «Іван Яригін» 2014                            | Росія  | вільна боротьба, до 70 кг | 9      |
| Кубок Рамзана Кадирова 2014                            | Росія  | вільна боротьба, до 70 кг | Золото |
| Інтерконтінентальний кубок з боротьби 2014             | Росія  | вільна боротьба, до 70 кг | 7      |
| Вогні Москви 2014                                      | Росія  | вільна боротьба, до 70 кг | Золото |
| Турнір Олександра Медведя 2015                         | Росія  | вільна боротьба, до 70 кг | Золото |
| Клубний чемпіонат світу з боротьби 2015                | Росія  | команда                   | Золото |
| Гран-прі «Іван Яригін» 2016                            | Росія  | вільна боротьба, до 74 кг | 19     |
| Турнір Яшара Догу 2017                                 | Росія  | вільна боротьба, до 70 кг | Бронза |
| Турнір Дана Колова — Николи Петрова 2017               | Росія  | вільна боротьба, до 70 кг | Золото |
| Турнір Алі Алієва 2017                                 | Росія  | вільна боротьба, до 70 кг | Срібло |
| Інтерконтінентальний кубок з боротьби 2017             | Росія  | вільна боротьба, до 70 кг | Срібло |
| Міжнародний турнір Дінмухамеда Кунаєва 2017            | Росія  | вільна боротьба, до 70 кг | Бронза |
| Клубний чемпіонат світу з боротьби 2017                | Росія  | команда                   | Бронза |
| Гран-прі «Іван Яригін» 2018                            | Росія  | вільна боротьба, до 70 кг | Срібло |
| Кубок Президента Бурятської Республіки з боротьби 2018 | Росія  | вільна боротьба, до 74 кг | Бронза |
| Турнір Алі Алієва 2018                                 | Росія  | вільна боротьба, до 74 кг | Срібло |
| Чемпіонат Росії з боротьби 2018                        | Росія  | вільна боротьба, до 70 кг | Золото |
| Гран-прі «Іван Яригін» 2019                            | Росія  | вільна боротьба, до 70 кг | Золото |
| Чемпіонат Росії з боротьби 2019                        | Росія  | вільна боротьба, до 74 кг | Бронза |